# 哈尔滨体育学院
哈尔滨体育学院，简称哈体院，是中华人民共和国的一所全日制本科公办省属普通高等学校，位于黑龙江省哈尔滨市南岗区。
1956年2月，哈尔滨体育学校成立。1958年9月，在哈尔滨体育学校的基础上建立哈尔滨体育学院。1970年8月，哈尔滨体育学院并入哈尔滨师范学院。1979年2月，哈尔滨体育学院在原校址复办。2006年1月，在中国第十次学位授权审核工作上，哈尔滨体育学院与牡丹江师范学院一同成为具有硕士学位授予权的本科高校。